# 国分優作
国分 優作（こくぶん ゆうさく、1990年12月27日 - ）は日本中央競馬会・栗東トレーニングセンターに所属する騎手。
戸籍上の表記は旧字体が含まれた「國分」だが、JRAでは旧字体等での登録が認められていないため、一部の地方競馬を除いて新字体の「国分」に修正して登録している。
双子の弟・国分恭介も栗東所属の騎手。

## 来歴
2006年4月に競馬学校第25期生として双子の弟・恭介らと共に入学。在学中の3年生時には弟同様、藤田伸二の特別講義を受け、2009年2月に卒業。その際、成績優秀者に贈られるアイルランド大使特別賞を受賞している。
兄・優作は美浦の国枝栄厩舎、弟・恭介は栗東の五十嵐忠男厩舎と東西別れての所属となり、JRAでは柴田大知・柴田未崎以来13年振り2組目の双子騎手となった。なお同期に小野寺祐太、松山弘平、丸山元気などがいる。
しかし2009年は恭介23勝に対し優作は4勝。2010年も恭介52勝に対し優作は3勝と、弟に大きく水をあけられる状況下にあったが、関西では減量騎手の起用に積極的であるという背景を考慮した当時の師匠である国枝の方針もあり、2010年11月より騎手としてはめずらしく「栗東留学」を行った。
3キロ減の減量騎手ということから乗り鞍を集めた優作は徐々に勝利数も伸ばしはじめ、やがて「勝つまで乗せる」という調教師も現れるようになるなど栗東関係者より信頼を集めるようになる。国枝は「美浦に帰ってくるまでに10勝してこい」と優作を送り出し、当初は2月いっぱいで美浦に戻す予定であったものの、栗東で成果を出すようになった優作を呼び戻すことはせず、そのまま留め置くようになり優作は2011年3月1日より正式に栗東へ所属変更となった。
2012年2-3月、カタールのアルライヤン競馬場で行われた第1回カタール見習騎手招待競走に出場（2位）。
2012年の阪神ジュベナイルフィリーズでフィールドメジャーに騎乗しGI初騎乗を果たす（18頭立て11着）。
2013年8月24日、小倉第4レースでチョウワンダーに騎乗し1着、JRA通算100勝を達成した。
2014年の小倉2歳ステークスをオーミアリスに騎乗して優勝し、重賞初制覇。
2024年4月7日付けで栗東・坂口智康厩舎に所属となる。

## 主な騎乗馬
- ワンアンドオンリー（デビュー戦から初勝利含め4戦連続騎乗）
- オーミアリス（2014年小倉2歳ステークス）
- ティーハーフ（2015年函館スプリントステークス）
- マイネルグリット（2019年小倉2歳ステークス）
- ユニコーンライオン（2022年福島記念）
- テンカジョウ（2024年マリーンカップ）

## 騎乗成績
|            | 日付          | 競馬場・開催   | 競走名                     | 馬名               | 頭数 | 人気 | 着順 |
| ---------- | ------------- | -------------- | -------------------------- | ------------------ | ---- | ---- | ---- |
| 初騎乗     | 2009年3月1日  | 2回中山2日1R   | 3歳未勝利                  | ヒラボクドリーム   | 16頭 | 6    | 14着 |
| 初勝利     | 2009年4月19日 | 1回福島4日1R   | 3歳未勝利                  | ラレーヌデュバル   | 15頭 | 7    | 1着  |
| 重賞初騎乗 | 2011年6月12日 | 3回阪神4日11R  | CBC賞                      | スカイノダン       | 16頭 | 10   | 11着 |
| 重賞初勝利 | 2014年9月7日  | 2回小倉12日11R | 小倉2歳ステークス          | オーミアリス       | 17頭 | 15   | 1着  |
| GI初騎乗   | 2012年12月9日 | 5回阪神4日11R  | 阪神ジュベナイルフィリーズ | フィールドメジャー | 18頭 | 18   | 11着 |

| 年度   | 1着 | 2着 | 3着 | 騎乗数 | 勝率 | 連対率 | 複勝率 |
| ------ | --- | --- | --- | ------ | ---- | ------ | ------ |
| 2009年 | 4   | 3   | 6   | 171    | .023 | .041   | .076   |
| 2010年 | 3   | 12  | 12  | 255    | .012 | .059   | .106   |
| 2011年 | 45  | 52  | 38  | 778    | .058 | .125   | .174   |
| 2012年 | 31  | 32  | 38  | 708    | .044 | .089   | .143   |
| 2013年 | 24  | 37  | 39  | 762    | .031 | .080   | .131   |
| 2014年 | 28  | 28  | 29  | 638    | .042 | .084   | .127   |
| 2015年 | 18  | 31  | 34  | 548    | .031 | .084   | .142   |
| 2016年 | 7   | 20  | 20  | 404    | .017 | .067   | .116   |
| 2017年 | 9   | 6   | 17  | 313    | .029 | .048   | .102   |
| 2018年 | 8   | 9   | 19  | 387    | .021 | .044   | .093   |
| 中央   | 177 | 230 | 252 | 5029   | 350  | .080   | .130   |
| 地方   | 6   | 3   | 8   | 43     | .140 | .209   | .349   |
| 総合   | 183 | 233 | 260 | 5072   | .042 | .093   | .144   |